# Песоцкая, Маргарита Владимировна
Маргарита Владимировна Песоцкая (укр. Маргарита Володимирівна Песоцька; р. 9 августа 1991, Киев) — украинская спортсменка, игрок в настольный теннис, мастер спорта Украины международного класса.
Серебряный (2009, 2018) и бронзовый (2011) призёр чемпионатов Европы в одиночном разряде. Бронзовый призёр чемпионата Европы 2015 года в составе сборной Украины, чемпионка и призёрка чемпионатов Украины. 8-кратная чемпионка Европы среди кадетов (2004, 2006) и юниоров (2008, 2009).

## В юниорах и кадетах
Маргарита родилась в спортивной семье (мать — Маргарита Песоцкая-старшая).
Заниматься настольным теннисом Рита начала с трёхлетнего возраста в Польше, где в то время играла мать.
Сначала в Кракове обыгрывала ровесниц. В 7 лет становится чемпионкой Польши среди мини-кадетов, побеждает на многих детских турнирах. В 10 лет семья возвратилась в Киев. Маргарита трижды подряд выигрывает чемпионаты Украины в своей возрастной категории. В 11 лет Маргарита становится мастером спорта и дебютирует на международной арене в Москве на кадетском чемпионате Европы.
В 2004 году на чемпионате Европы среди кадетов в Будапеште побеждает в паре. В 2005 году в Остраве получает серебро в миксте. В 2006 году в Сараево Маргарита завоевывает 3 золотые медали: в одиночке, паре и команде. Теперь она уже юниорка и в 2008 году в Тернии повторяет успех 2006 года, но теперь уже на чемпионате Европы среди юниоров выигрывая три золотые медали (одиночка, пара и команда). В шестнадцать лет Маргарита получает звание мастера спорта международного класса. В 2009 году в Праге Маргарита защищает свой титул.

## В профессионалах
С 14 лет Маргарита входит в состав взрослой сборной Украины. В 2006 году Маргарита выходит на первую строчку украинского рейтинга. С 2006 года в составе сборной Украины она выступает на взрослых чемпионатах Европы и мира. В 2008 году Маргарита становится участницей Олимпийских игр в Пекине. В первом раунде в 5 партиях Песоцкая уступила Чжу Фан из Испании.
В октябре 2009 года спустя пару месяцев после победы в Праге на юниорском чемпионате Европы Маргарита отправляется на взрослый чемпионат Европы в Штутгарт. Здесь она делает сенсацию: пройдя по ходу почти всех сильнейших соперниц (14, 20, 5, 1, 10) останавливается в шаге от повторения достижения юниорского чемпионата. Маргарита завоёвывает серебряную медаль в одиночном разряде и становится самой молодой призёркой в истории чемпионатов Европы. Эта медаль стала первой для независимой Украины медалью в официальных соревнованиях по настольному теннису среди взрослых.
В 2011 году Маргарита на чемпионате Европы в Сопоте — Гданьске завоёвывает бронзовую медаль в одиночном разряде. В 2012 году спортсменка участвует в Олимпийских играх в Лондоне. В одиночном разряде в третьем круге Песоцкая уступила в 4 партиях 39-летней Ли Цзяо из Нидерландов.
В 2014 году в одном из интервью Маргарита заявила, что отказалась от предложенного ей российского гражданства.

### Клубная карьера
Выступала за алчевский клуб «Донбасс-ШВСМ», с которым становилась чемпионкой Украины.
В сезоне 2009 года Маргарита выступала за российский клуб «Дальэнергосетьпроект» из Владивостока. В его составе в 2009 году она завоевала серебряную медаль чемпионата России, Кубок России и бронзовую медаль Лиги европейских чемпионов. В 2010 году в составе того же «Дальэнергосетьпроекта» становится победителем командного чемпионата России. А в 2011 году в составе уже московского клуба «Виктория» становится обладательницей серебряной медали чемпионата России. В сезоне 2011/12 в составе команды «Дальэнергосетьпроект» Маргарита завоёвывает серебряную медаль кубка ЕТТУ.

## Разное
- закончила украинский национальный педагогический университет имени М. П. Драгоманова по специальности «Английская филология»[6]
- Маргарита Песоцкая использует инвентарь фирмы TIBHAR: накладки справа/слева — Tibhar sinus soft; основание — Tibhar balsa. C 2018 - Donic: основание - Persson, накладки DONIC Desto F1 [9]
- В 2015 году вышла замуж за Андрея Братко

## Достижения
- 8 золотых медалей чемпионатов Европы среди кадетов и юниоров
- Серебряный призёр чемпионата Европы 2009, 2018
- Бронзовый призёр чемпионата Европы 2011
- Участница Олимпиады в Пекине 2008
- Участница Олимпиады в Лондоне 2012